# شهرستان بایفسکی
شهرستان بایفسکی (به لاتین: Bayevsky District) یک شهرستان در روسیه است که در سرزمین آلتای واقع شده‌است.